# 澳洲针鼹
澳洲针鼹，又称短吻针鼹，是针鼴属下的唯一一個種。生活在澳大利亚、塔斯马尼亚等地森林中，体长0.5米，体重6公斤左右，周身有刺，五指有强爪。雄獸的陰莖有四個頭。腦内負高階思維的新皮層佔整個腦的一半體積。生活地区为澳新区。澳大利亚现在流通的面值最小的5分硬币的背面即是一只针鼹。